# Aeroportul Olomouc
Aeroportul Olomouc (IATA: OLO, ICAO: LKOL) este un aeroport din Olomouc, okres Olomouc⁠(d), Regiunea Olomouc, Cehia ce deservește zona Olomouc. A fost deschis în 1918.
Situat la o altitudine de 265 m, aeroportul dispune de 3 piste. Este operat de Olomouc.

## Infrastructură

### Piste
Aeroportul dispune de 3 piste: 
- pista 10/28 din asfalt, cu dimensiunile 420 m × 40 m
- pista 09L/27R din Iarbă, cu dimensiunile 760 m × 30 m
- pista 09R/27L din Iarbă, cu dimensiunile 760 m × 30 m